# マイクロバス

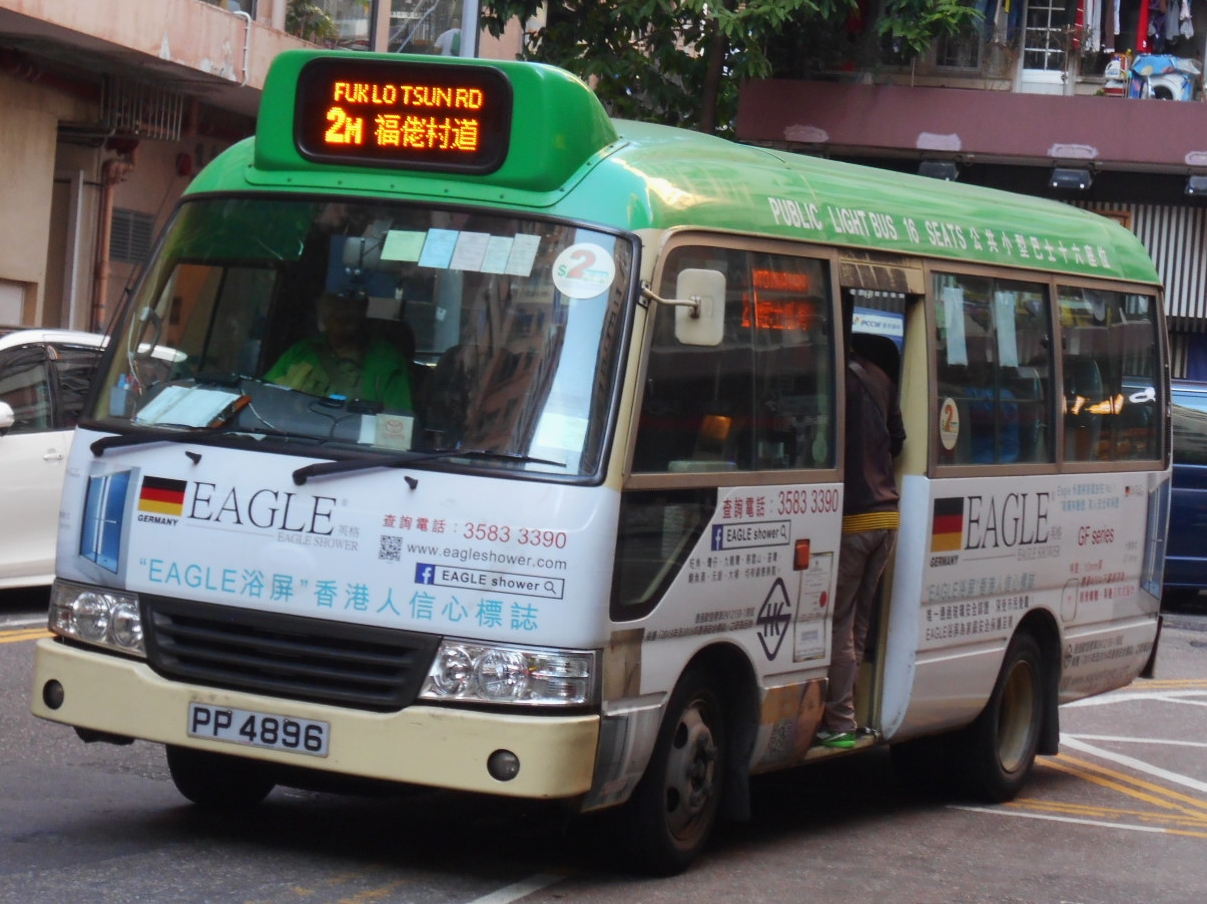
香港のミニバス「小巴」
マイクロバス車両で運行される路線バス
Public light bus (PLB)

マイクロバス（和製英語：Micro bus、英語：Mini bus）とは、日本において、小型のバスのことを指す。
元はトヨタ自動車の商品名であったものが定着し、一般名詞化したもの。各々に固有の車名が与えられる前は、ライトバス、ライトコーチなどと呼ばれていた。

## 概要
| 日産・NV350キャラバンの外観と室内 |  | 日産・NV350キャラバンの外観と室内 |
| 日産・NV350キャラバンの外観と室内 |  |                                   |

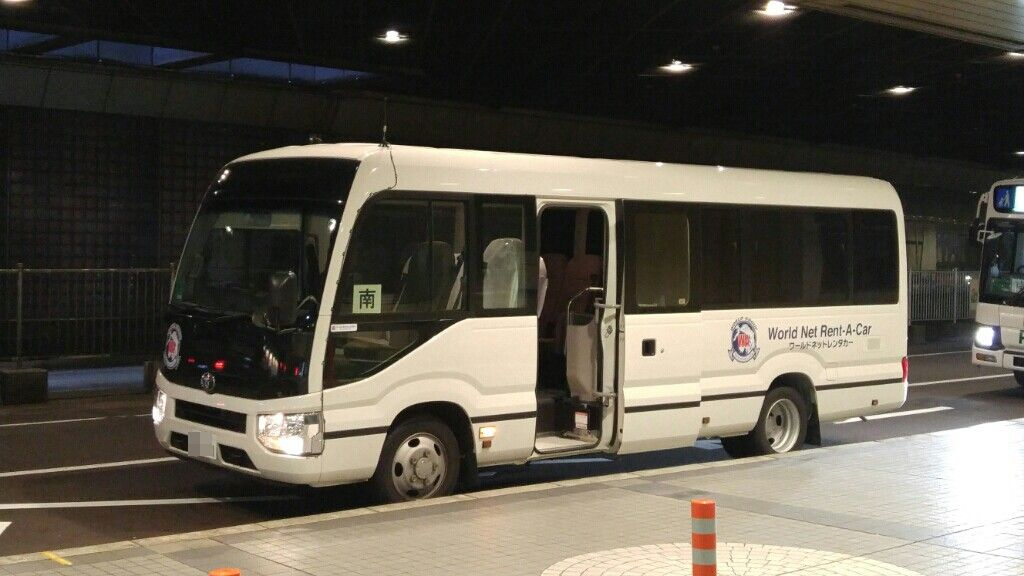
トヨタ・コースター

1950年代後半、日本の小型トラック市場では、1.5t - 2t積みクラスのキャブオーバー型小型四輪トラックが、それまでのオート三輪トラックに代わって普及していった。その過程で、それら小型トラックとシャシやドライブトレーンを共用する形で、バスボディを架装した小型バスが、自動車メーカーの特装モデルとして出現したのが起源である。
モータリゼーションが進展する過程でこの種の経済的な小型バスには一定の需要があり、当初特装車の一種として限定生産されていたものが、やがて各メーカーの量産品へと移行する。こうして1960年代中期までには、部品の多くをトラックと共用しながらも、バス専用シャシを持つ「マイクロバス」のジャンルが確立された。現代までマイクロバスのほとんどがフロントエンジン・リアドライブであるのは、これが標準であるトラックとの兼ね合いでもある。
1960年12月3日に施行された道路交通法施行規則では、大型自動車免許の乗車定員に関する制限規定が乗車定員30名以上となっていたので、マイクロバスは普通自動車免許があれば運転できる車両として普及していた。それ以前の道路交通取締法施行規則（1956年8月1日改正（免許制度の改正）では乗車定員11名以上の自動車の運転は大型自動車免許が必要であった。
1970年8月20日に道路交通法施行規則が改正され、定員10名を超える自動車の運転には大型自動車免許が必要となったため、マイクロバスも大型自動車として扱われるようになった。その移行時にマイクロバス限定大型免許の試験が、運転免許試験場において6か月間だけ行われた。なお、沖縄県では日本復帰後の1972年5月15日から6か月間行われた（沖縄の復帰に伴う道路交通法施行規則の適用の特別措置に関する総理府令（昭和47年総理府令第29号）同年5月15日施行）。
その後、2007年6月2日に創設された中型自動車免許により、乗車定員が11名以上29名以下のマイクロバスは中型自動車として扱われるようになった。
現在も日本でマイクロバスが特別に扱われているのは、法令でレンタカー業者や個人が自由に保有できる車両の上限となっていること、運転免許区分において通常のバスのような大型自動車ではなく中型自動車であること、税金・高速道路の料金区分の関係などが理由として挙げられる。旅客運送事業者以外の者（個人か法人格を持つかは問わない）が自家用大型バスを保有することは、保管場所があっても、違法な白バス営業防止の観点から、登録時に行政側から審査などを受けることがある（かつては審査が厳しかったが近年は緩和されている）。
レンタカーにおけるマイクロバスは、乗車定員29名以下、総重量8,000kg 未満、車両重量5,000kg未満の中板2ナンバー要件の他、全長が7メートル未満という要件が付加されている。レンタカー以外の車両には適用されないため、前述の中板2ナンバー要件を満たし、全長が12メートル未満であれば「わ」ナンバー以外の中板2ナンバーを付けることができる。

## 規格
一般的に、中型自動車（8t）の枠内の大きさ（車両総重量8,000kg未満かつ最大積載量が5,000kg未満 ）の車体に、乗車定員を11名から29名までに設定しているバスのことである。
| マイクロバス（中型自動車） | マイクロバス（中型自動車） | マイクロバス（中型自動車）         | マイクロバス（中型自動車） |
| 車両総重量                 | 最大積載量                 | 乗用定員                           | 車両サイズ                 |
| -------------------------- | -------------------------- | ---------------------------------- | -------------------------- |
| 8トン未満                  | 5トン未満                  | 11人以上・29人以下（補助席を含む） | 全長7ｍ以内                |

これは1970年以前の普通自動車の規定に基づいており、それまでは大型免許を要さなかった。1970年以降から2007年までは大型自動車として扱われ、車体としては普通車の範囲であっても定員の規定により大型免許を要した。
なお、マイクロバス車両を乗車定員10名以下、車両総重量8,000kg未満に改造するなどして登録し、中型自動車免許でも運転できるようにした車両（キャンピングカー、街宣車等）は、寸法や外観が変わらなくても通常マイクロバスとは呼ばない。

### 分類
ワンボックスカーのモノコック式車体を延長した車種
定員は12 - 14名程度。過去には多数の車種が存在したが近年は減り、2024年現在はトヨタ・ハイエースコミューター、日産・NV350キャラバンのみ。ミニバス、コミューターと呼ばれることがある。
前輪駆動の欧州車をベースとしたノンステップバス
定員は20 - 27名程度。初代日野・ポンチョ、クセニッツ、オムニノーバ・マルチライダー、メルセデス・ベンツ スプリンターなど。コミュニティバスや小規模路線バスとして各地で導入されたが、現在は国産小型バスに置き換えられたものが多い。
コンポーネントの多くを2トントラックと共用したマイクロバス専用モデル
定員は26 - 29名程度。はしご型フレーム+フロントエンジンを採用しており、2024年現在はトヨタ・コースター（OEM車種の日野・リエッセII）、三菱ふそう・ローザのみ。
コンポーネントの多くを4トントラックと共用したマイクロバス専用モデル
定員は27 - 29名程度（幼児専用車は大人3名+幼児49名が最大）。車体幅は2 m - 2.3 mで、はしごフレームのものと、大型バスの設計を応用したスケルトン構造のものがある。

## 主な国内メーカーの車種
マイクロバス専用車種
- トヨタ・コースター / 日野・リエッセII
- 三菱ふそう・ローザ

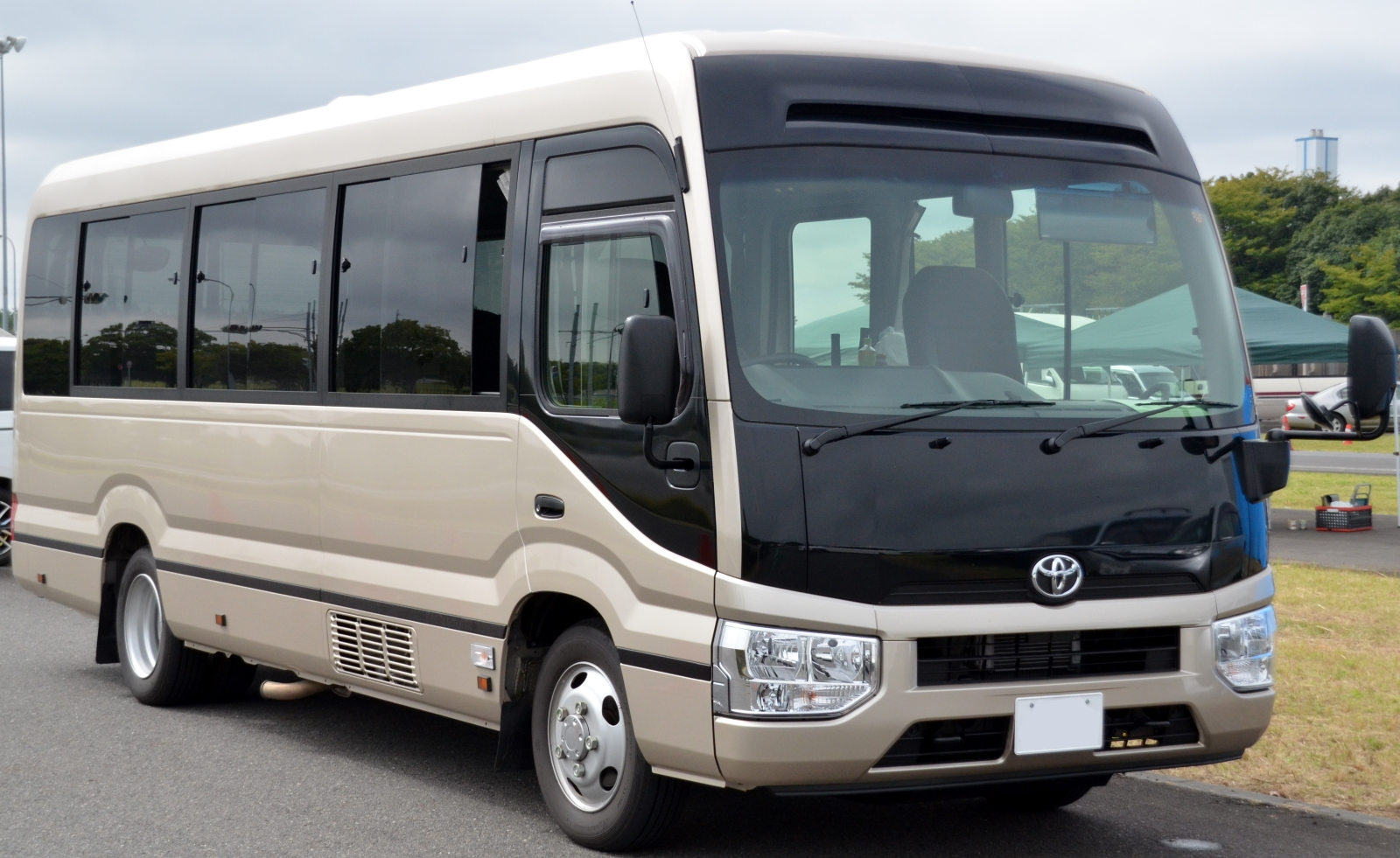
コースター
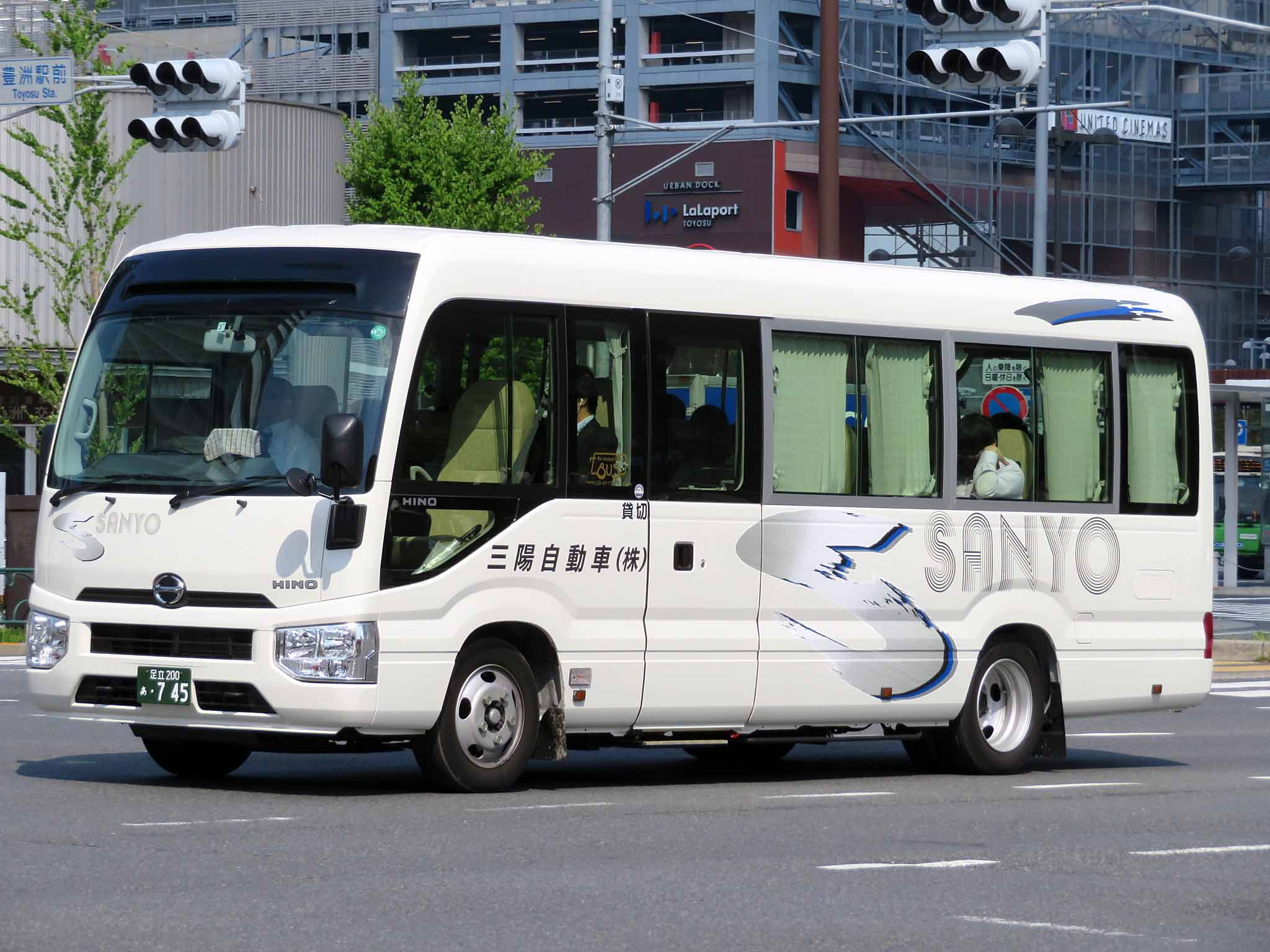
リエッセII
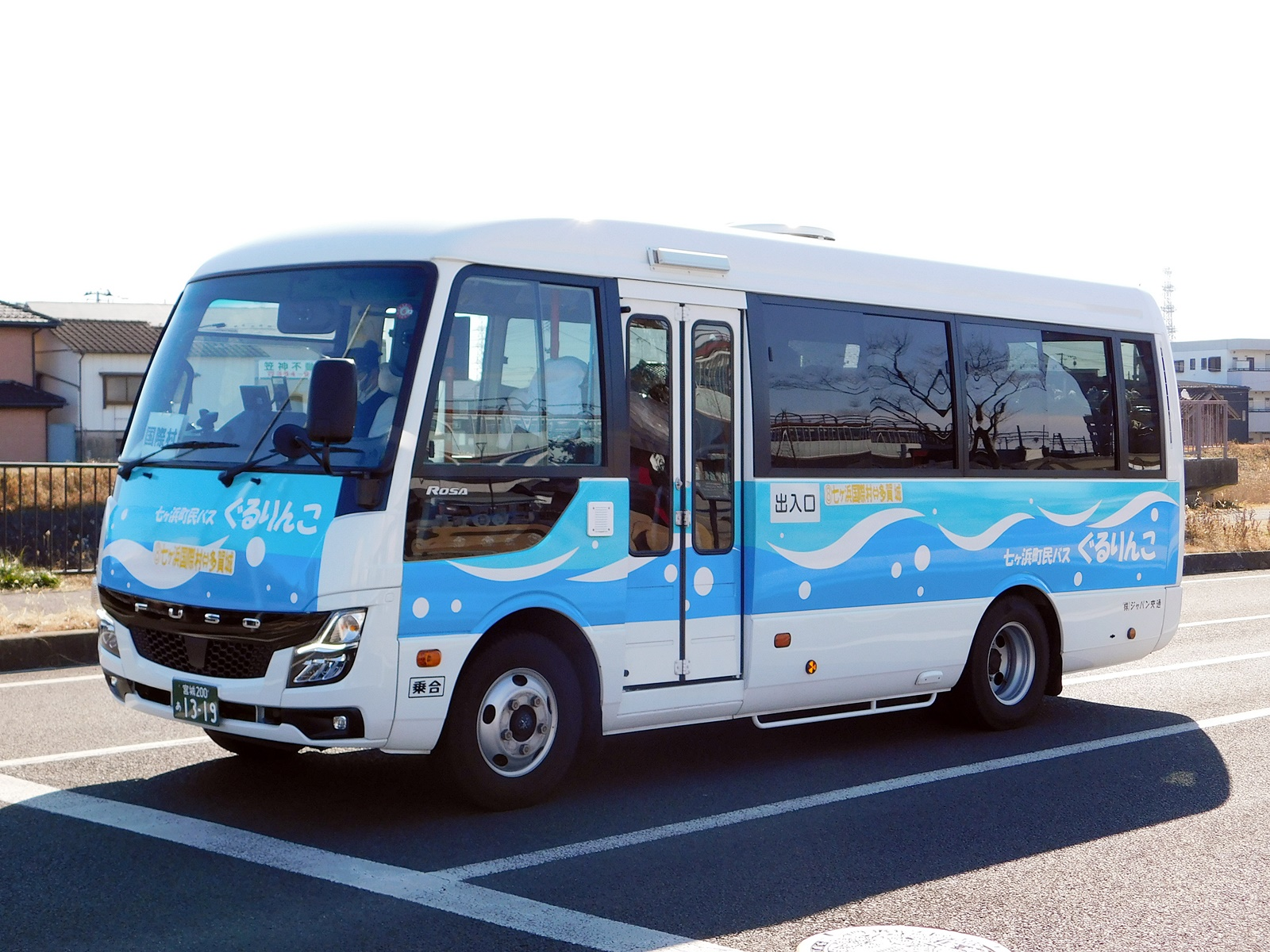
ローザ

ワンボックスカーのモノコック式車体を延長した車種
- トヨタ・ハイエース - ハイエースコミューター
- 日産・NV350キャラバン・キャラバン[注 2] - マイクロバスモデル

- ハイエースコミューター
- NV350キャラバン

生産終了車種
- 日産・シビリアン
- プリンス・ライトコーチ
- いすゞ・ジャーニー
- いすゞ・コモ（マイクロバスモデル）
- マツダ・ロンパー（マイクロバスモデル[4]）
- マツダ・ライトバス
- マツダ・パークウェイ
- ダイハツ・ライトバス

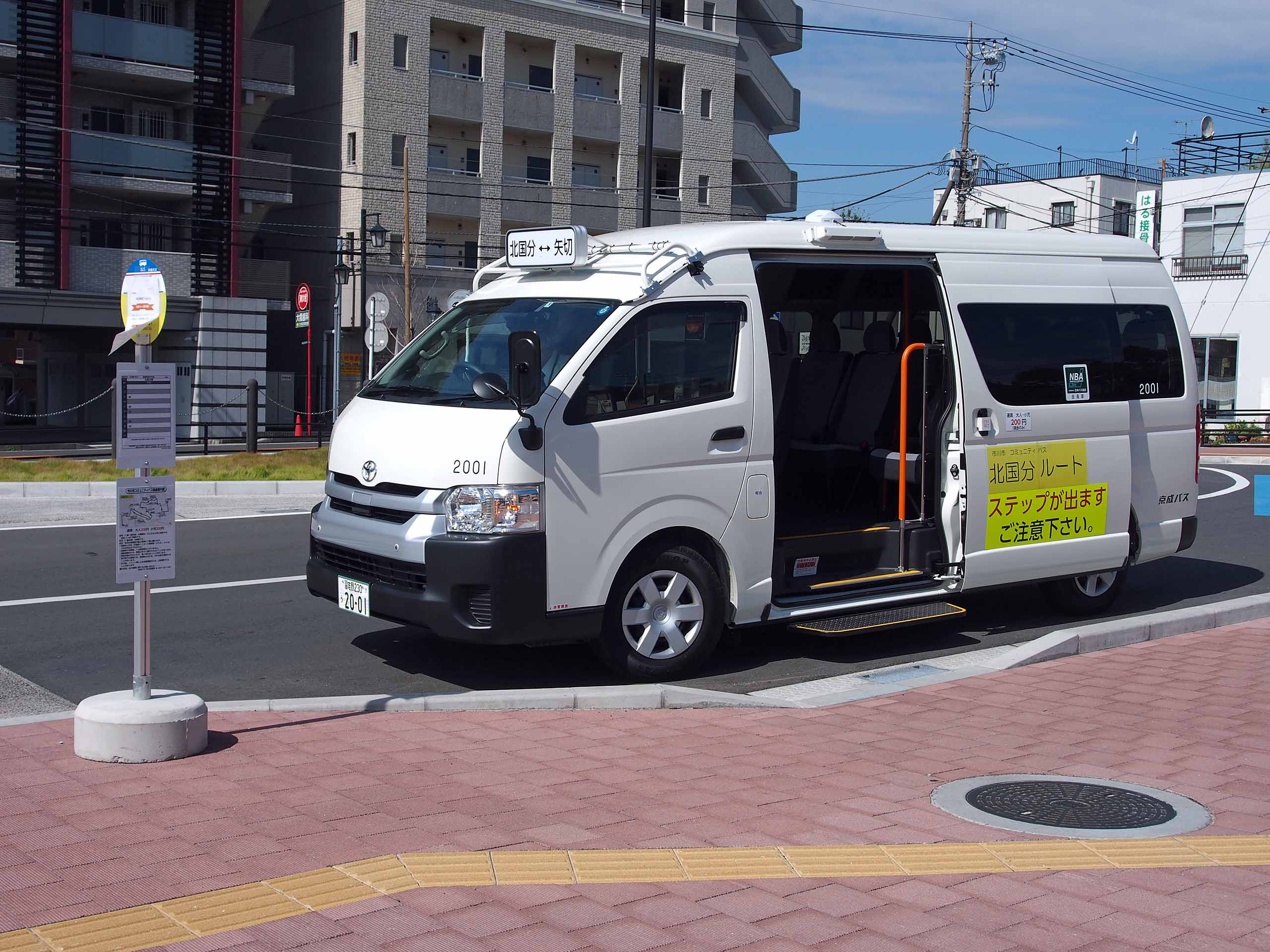
ハイエースコミューター
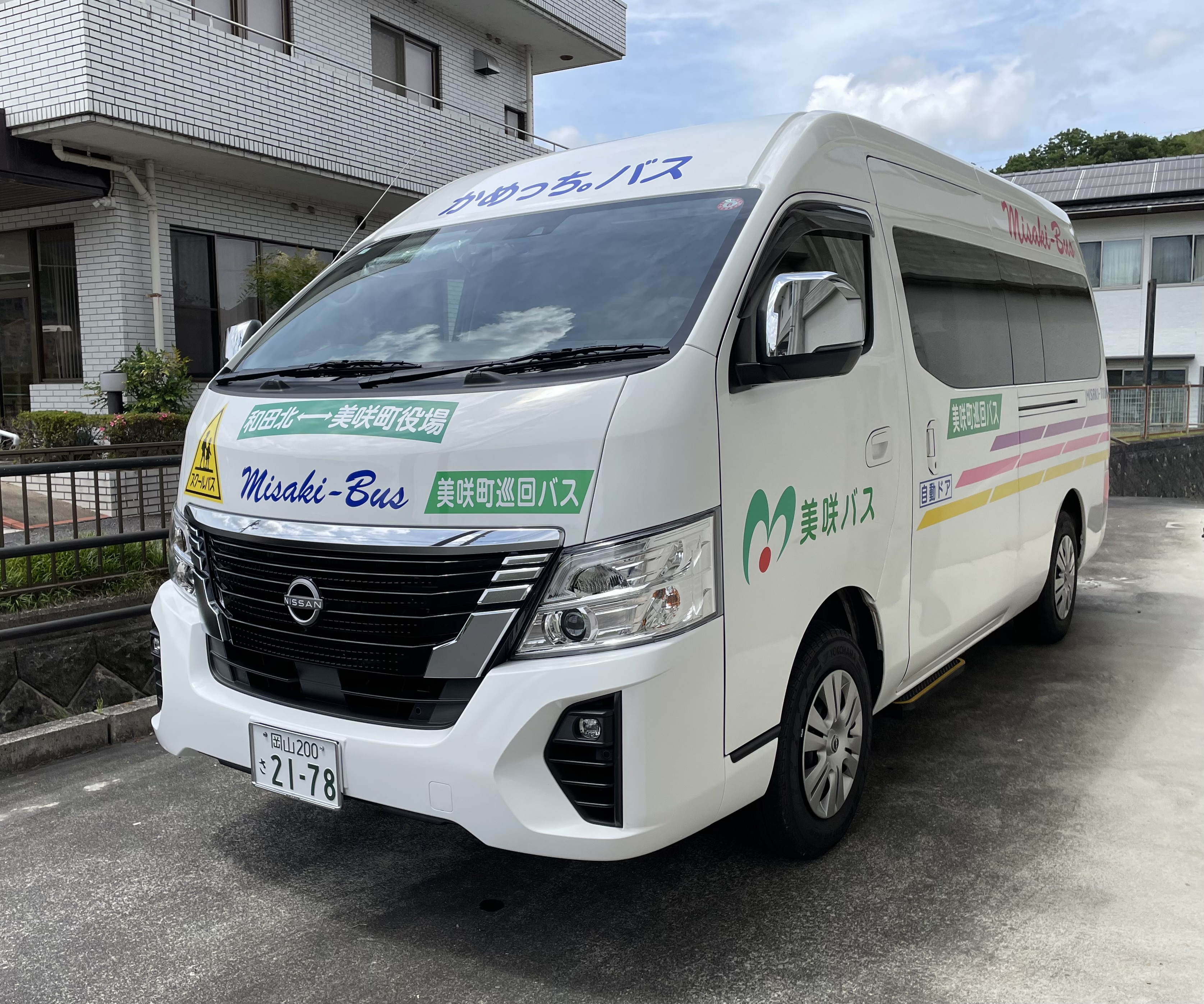
NV350キャラバン

- 日野・リエッセ／いすゞ・ジャーニーJ（路線専用車はマイクロバスに分類されない）
- 日野・ポンチョ（マイクロバスに分類されるのは初代のみで、現在生産中の二代目は分類されない）

## 運転に必要な免許
2007年6月2日の道路交通法改正による中型自動車運転免許の項目追加により、11人以上乗れるマイクロバスは、ハイエースなど乗用車ベースであっても中型自動車として扱われる（その際は2ナンバーになる）。運転には、「8t限定なしの中型一種免許」「8t限定なしの中型二種免許」、「大型一種免許」「大型二種免許」のいずれかが必要である。
定員が29名以下であっても、中長距離の高速バスに利用されている3列シートの車両は、重量の点から大型自動車に区分される。また、マイクロバスでも園児送迎用バスの場合、幼児の定員に3分の2を乗じた人数と運転手・引率教員との合計が30人以上の場合（例えば運転手・引率教員が定員3名なら、幼児の定員が40名以上）は大型自動車として扱われ（ナンバープレートも大板になる）、中型免許では運転できず従来通り大型免許が必要となる。
なお、車両の区分変更と異なり、前述のマイクロバス限定の大型自動車免許（第一種・第二種）は、2007年の改正後も中型自動車免許への格下げでなく、引き続きマイクロバス限定の大型自動車免許として存続している（運転免許証の条件欄には「大型車はマイクロバスに限る」と記載される。その「マイクロバス」の文言は道路交通法施行規則別表第二で「乗車定員が一一人以上二九人以下の専ら人を運搬する構造の大型自動車」と定義されており、この文言は旧来から変わっていない）。これは、次に述べる高速バス用の車両も上記の定義による「マイクロバス」に該当しており（定義の文言中に、重量についての規定が存在しないことに注意）、それらのバスも引き続き運転できるようにするためである。
またこの法改正の際、中型自動車についての限定条件は付随しなかった（ただし旧普通免許保持者に対しては形式的に、次述の8t限定の文言がついた）ことから、旧来マイクロバス限定免許では運転できなかった特定中型貨物車も新たに運転できるようになった。
なお、2007年6月1日までに普通免許を取得した者は、改正以降は「8t限定中型免許」保持者として扱われることになった。「8t限定中型免許」でマイクロバスを運転した場合は、無免許運転ではなく「免許条件違反」として扱われる。ただし悪質とみなされた場合は無免許運転と同等の処分となる場合もある。

## 主な用途
- 自家用バス（白ナンバー）
- 無料送迎バス（特定バス、シャトルバス）
- スクールバス（幼稚園バスなど）
- 路線バス
- 高速バス - 中国バス、南部バス、さつき観光、神園交通、北九西鉄タクシーなど
- 廃止代替バス（自治体バスなど）
- コミュニティバス
- デマンドバス
- 乗合タクシー、ジャンボタクシー（ミニバンタイプ：定員9名、商用ワンボックスタイプ：定員9名）- 主にワンボックスカー
- レンタカー用車両
- キャンピングカーや街宣車など特種用途自動車の改造ベース車